# 茶臼山高原スキー場
茶臼山高原スキー場（ちゃうすやまこうげんスキーじょう）は、愛知県北設楽郡の愛知県最高峰の茶臼山にある愛知県唯一のスキー場である。1986年（昭和61年）に開業。管理・運営は一般財団法人茶臼山高原協会が行っている。
基本的にスキー専用ゲレンデであるが、平日のみスノーボードの滑走が認められる。

## ゲレンデ

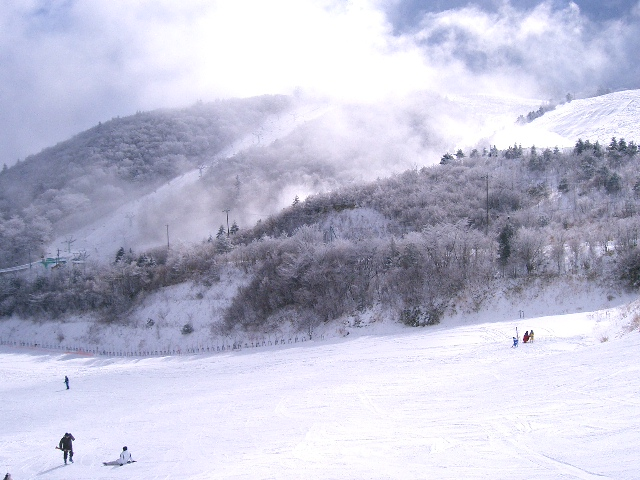
茶臼山高原スキー場

### コース
初中級、中級、中上級の3コースがある。またそり専用ゲレンデも用意されている。最長滑走距離は1,000m。

### リフト・ベルトコンベアー
- ペアリフト2基
  - 第1ペアリフト（全長：613m）…道路（愛知県道507号線茶臼山高原道路)をまたぐ。
  - 第2ペアリフト（全長：513m）
- ベルコン1基（動く歩道）

## 施設
- レストラン「シンフォニー」（席数：1F・100席 / 2F・200席）
- レンタル受付
- リフト券売所
- 更衣室・ロッカー
- 売店
- トイレ

## 交通手段

### 公共交通機関
- JR飯田線 温田駅より、信南交通系「南部公共」バスで「新野本町」バス停下車。バス停より国道418号をタクシーで約14km。
- JR飯田線 伊那小沢駅より、国道418号をタクシーで約28km。
- JR飯田線 東栄駅より、国道151号（別所街道）をタクシーで約34km。

### 自家用車など
- 三遠南信自動車道 鳳来峡ICより、国道151号（別所街道）を、車で約40km。
- 猿投グリーンロード 力石ICより国道153号（飯田街道）、国道257号、茶臼山高原道路を車で約60km。